# Rebecca Quinn (Radsportlerin)
Rebecca „Becky“ Quinn (* 24. Mai 1971 in Quakertown, Bucks County, Pennsylvania) ist eine ehemalige US-amerikanische Bahnradsportlerin.
Rebecca Quinn wuchs in der Nähe des „Lehigh Valley Velodrome“ in Trexlertown auf und kam so zum Bahnradsport. Nach ihrem Studium arbeitete sie kurz als Lehrerin, entschied sich aber dann für den Radsport. Zweimal wurde Rebecca Quinn US-amerikanische Meister, 2005 im Scratch und 2007 im Punktefahren. International erlangte sie zahlreiche Podiumsplätze bei Weltcuprennen. Sie nahm an sechs Bahn-Weltmeisterschaften teil und konnte zweimal einen vierten Platz belegen.
Aufsehen erregte in den USA Quinns Klage gegen den amerikanischen Verband „US Cycling“, weil sie nicht für die Olympischen Spiele 2008 in Peking nominiert worden war. Sie führte an, dass Sarah Hammer ihr vorgezogen worden sei, weil sie mit dem Trainer der Mannschaft, Andy Sparks, liiert sei. Das Gericht wies ihre Klage zurück, verurteilte aber „US Cycling“ zur Übernahme der Gerichtskosten, da die Trainer Zweifel an der Fairness der Auswahl hätten aufkommen lassen.
Seit dieser gerichtlichen Auseinandersetzung war Quinn international wenig erfolgreich; vor einem geplanten Comeback anlässlich der Bahn-WM 2010 in Kopenhagen brach sie sich bei einem Sturz das Becken. Sie plant einen Start bei den Olympischen Spielen 2012 in London.